# Ophtalmoplon inerme
Ophtalmoplon inerme är en skalbaggsart som beskrevs av Martins 1965. Ophtalmoplon inerme ingår i släktet Ophtalmoplon och familjen långhorningar.
Artens utbredningsområde är:
- Guyana.
- Surinam.

Inga underarter finns listade i Catalogue of Life.